# Memnó de Tràcia
Memnó de Tràcia (en llatí Memnon, en grec antic Μέμνων) fou un general macedoni.
Era governador de Tràcia i durant l'absència d'Alexandre el Gran a l'Índia, va veure l'oportunitat per revoltar-se i fer-se independent després del desastre de Zopirió, un general macedoni derrotat pels escites. La revolta fou ràpidament sufocada per Antípater el 330 aC, segons Diodor de Sicília.